# عصا كرة القاعدة

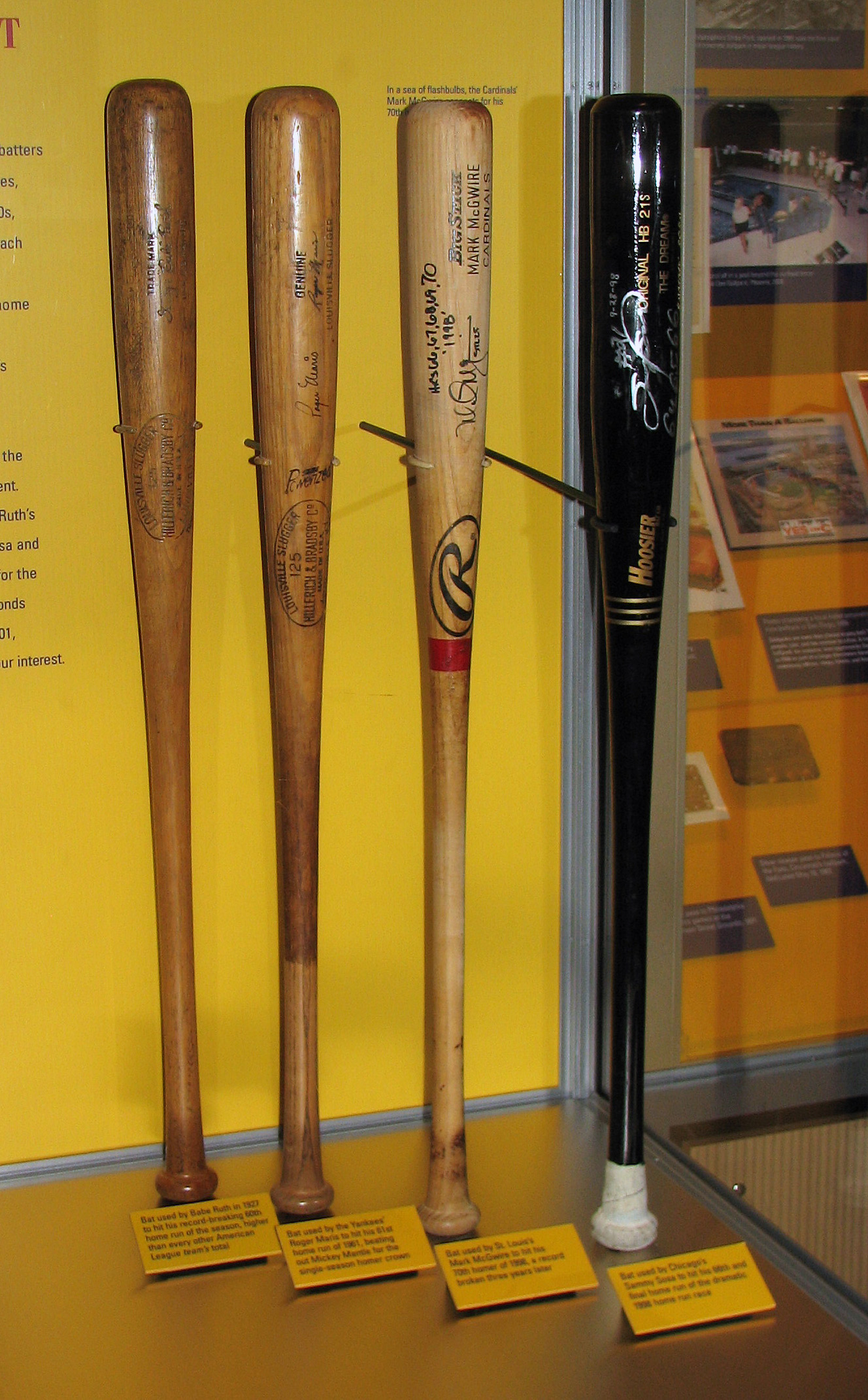
عرض أربعة من مضارب البيسبول المهمة تاريخيا في معرض مشاهير البيسبول الوطني.

عصا البيسبول أو مضرب البيسبول هي عصا خشبية أو معدنية ملساء تُستخدم في رياضة كرة القاعدة والتي تُسمى البيسبول لضرب الكرة بعد رميها. من خلال التنظيم قد لا يكون طول قطر العصا عند الجزء الأمثر سُمكًا أكثر من 2.75 بوصة (7.0 سـم) ولا يزيد عن 42 بوصة (1.067 م) في الطول. 
أصبح شكل العصا أكثر دقة مع مرور الوقت. في منتصف القرن التاسع عشر، كان من المعروف أن مضاربو البيسبول يقومون بتشكيل أو تقطيع العصا الخاصة بهم يدويًا، مما أدى إلى مجموعة واسعة من الأشكال والأحجام والأوزان. من المعروف أن العُصي السابقة كانت أثقل وأكبر من العصا المنظمة اليوم. خلال القرن التاسع عشر، تم تجربة العديد من الأشكال، بالإضافة إلى التعامل مع التصاميم. اليوم ، المضاربأكثر تجانساً في التصميم.